# Moca (República Dominicana)
Moca és un municipi de la República Dominicana, capital de la província Espaillat de la regió Cibao. És la desena ciutat més gran del país amb una població de 173.442 habitants. Està localitzada a 18 quilòmetres a l'est de Santiago. Està dividit en vuit districtes municipals: San Víctor, Las Lagunas, José Contreras, Juan López, El Higuerito, La Ortega, Monte de la Jagua i Canca La Reina.
La ciutat és coneguda com "La Villa Heroica" per la seva participació en deposar dos dictadors, Ulises Heureaux i Rafael Trujillo, fent retornar la democràcia.
Moca és la seu de la Catedral Corazon Sagrado de Jesús. Tots els seus vitralls eren originàris d'Itàlia i representaven els apòstols i el camí de Jesús cap a la crucifixió. L'agricultura constitueix el subsidi principal dels habitants. El plàtan i la yuca són cultius principals. La majoria dels conreus es cullen a mà.
Moca té una superfície total de 339.21 km². El municipi es troba en un escull de coral volcànic amb turons cap a l'oest i baixes muntanyes cap al nord, part del Cordillera Septentrional. La muntanya més alta en el municipi, i en la província, és El Mogote amb 970 m. Moca es troba a 183 m per sobre del nivell del mar amb una temperatura mitjana de 25,3 °C i una pluviositat mitjana de 1.174,4 mm.